# 아틀레치쿠 파라나엔시
아틀레치쿠 파라나엔시(포르투갈어: Clube Athlético Paranaense)은 브라질의 축구 클럽으로, 파라나 주의 쿠리치바를 연고로 하며, 1924년 3월 26일에 설립되었다. 2001년에 캄페오나투 브라질레이루 세리이 A에서 한 차례 우승을 한 적이 있다. 2018년 현재 캄페오나투 브라질레이루 세리이 A와 파라나 주 리그 캄페오나투 파라나엔시에 참가하고 있다.
2005년에 브라질의 한 기관 파라나 페스키사스(Paraná Pesquisas)의 조사에 의하면, 아틀레치쿠 파라나엔시는 쿠리치바 지역에서 가장 많은 서포터 수를 보유하고 있다고 전해졌다.

## 역사
1924년 3월 21일, 그 때까지 쿠리치바에 존재했던 두 개의 클럽의 합병이 발표되어, 5일 후인 3월 26일에 정식으로 아틀레치쿠 파라나엔시가 설립되었다. 같은 해 4월 6일 우니베르사우 FC와의 구단의 역사적인 첫 공식 경기가 펼쳐졌으며, 아틀레치쿠 파라나엔시의 4-2 승리로 끝이 났다.
창단 당시부터 구단의 상징색은 붉은색과 검은색이었고, 유니폼 상의는 두 색깔이 가로방향으로 줄무늬로 담겨졌다. 바지는 흰색으로 하며, 양말은 상의와 같은 패턴으로 정해졌다. 그러나 1989년 구단의 사무진은 CR 플라멩구와 같은 브라질의 다른 검붉은 유니폼을 입은 팀들과 구분되길 원했고, 검정과 붉은색 줄무늬가 가로 방향에서 세로 방향으로 변경되었다. 1996년 바지 색상이 흰색에서 검정으로 변경되었다.

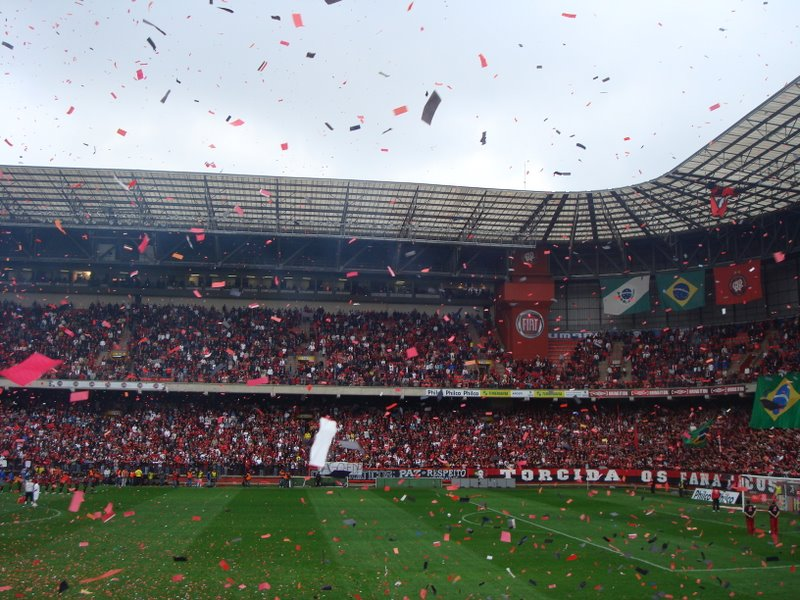
아레나 다 바이샤다

1990년대에 들어오고 나서는 클럽 시설의 강화에 힘을 썼고, 2001년에 캄페오나투 브라질레이루 세리이 A에서 우승하는 데 성공하였다. 2000년부터 코파 리베르타도레스에서도 참가하기 시작하였으며, 2002년, 2005년, 2014년, 2017년에 참가하였다. 2005년에는 코파 리베르타도레스 결승전까지 진출하였다. 2006년 코파 수다메리카나에서 좋은 활약을 펼치지기도 하였으며, 아르헨티나의 리버 플라테, 우루과이의 나시오날 등 명문 팀을 꺾고 4강에 진출한 바 있다.
2007년 아틀레치쿠 파라나엔시는 미국 메이저 리그 사커의 구단 FC 댈러스와 파트너십 계약을 맺었고, 동시에 네덜란드 에레디비시의 피테서와도 파트너십을 맺었다.

## 수상

### 우승 경력

#### 국내 대회
- 캄페오나투 브라질레이루 세리이 A
  - 우승 (1회) : 2001
  - 준우승 (1회) : 2004
- 캄페오나투 브라질레이루 세리이 B
  - 우승 (1회) : 1995
  - 준우승 (1회) : 1990

#### 주 대회
- 캄페오나투 파라나엔시
  - 우승 (23회): 1925, 1929, 1930, 1934, 1936, 1940, 1943, 1945, 1949, 1958, 1970, 1982, 1983, 1985, 1988, 1990, 1998, 2000, 2001, 2002, 2005, 2009, 2016
- 코파 파라나
  - 우승 (2회): 1998, 2003

## 선수 명단

### 현역
참고: FIFA 자격 규정에 따라 소속된 국가대표팀 국기를 표시합니다. 선수는 복수의 FIFA 비회원국 국적을 가지고 있을 수 있습니다.
| 번호 | 포지션 | 국적     | 이름                |
| ---- | ------ | -------- | ------------------- |
| 7    | FW     |          | 루카스 디 요리오    |
| 9    | FW     | 우루과이 | 곤살로 마스트리아니 |
| 10   | MF     |          | 브루노 자펠리       |
| 14   | FW     | 우루과이 | 아구스틴 카노비오   |
| 15   | DF     | 파라과이 | 마테오 가마라       |
| 28   | FW     |          | 토마스 쿠엘로       |
| 29   | DF     |          | 레오나르도 고도이   |
| 37   | DF     |          | 루카스 에스퀴벨     |

| 번호 | 포지션 | 국적 | 이름 |
| ---- | ------ | ---- | ---- |

## 역대 감독
| 감독                            | 임기        |
| ------------------------------- | ----------- |
| 네우시뉴 바프치스타             | 1987 ~ 1988 |
| 와우데마르 레무스 지 올리베이라 | 2009        |
| 아지우송 지아스 바치스타        | 2011        |
| 미겔 앙헬 포르투갈              | 2017 ~ 2018 |
| 루이스 펠리피 스콜라리          | 2022        |
| 후안 카를로스 오소리오          | 2024        |